# Katrijn De Clercq
Katrijn De Clercq (Oosterzele, 5 de febrero de 2002) es una deportista belga que compite en ciclismo en las modalidades de pista y ruta. Ganó una medalla de plata en el Campeonato Europeo de Ciclismo en Pista de 2024, en la prueba de madison.

## Medallero internacional
| Campeonato Europeo | Campeonato Europeo       | Campeonato Europeo | Campeonato Europeo |
| Año                | Lugar                    | Medalla            | Competición        |
| ------------------ | ------------------------ | ------------------ | ------------------ |
| 2024               | Apeldoorn (Países Bajos) | Medalla de plata   | Madison            |